# Keohohiwa
Keohohiva (havajski Keohohiwa) (o. 1775. - ?) bila je havajska plemkinja.

## Životopis
Keohohiwa je rođena oko 1775. godine. Njezin je otac bio ratnik Keaweaheulu Kaluaʻapana, savjetnik kralja Kamehamehe I. Njezina je majka bila kraljica Ululani, poznata pjesnikinja.
Imala je brata Naihea, koji je oženio Kapiʻolani.
Udala se za poglavicu Kepookalanija te mu je rodila sina Aikanaku, preko kojeg je bila pretkinja kralja Kalakaue i kraljice Liliuokalani.